# Grote schorseneer
De grote schorseneer (Scorzonera hispanica) is een plant uit de composietenfamilie (Asteraceae), waarvan de langwerpige, donkere wortels ("schorseneren") als groente gegeten worden. Ze wordt ook keukenmeidenverdriet, huisvrouwenleed, winterasperge, armeluisasperge of winterstaaf genoemd.
Het is een tweejarige plant. In het eerste jaar wordt er een bladrozet en een vlezige penwortel gevormd. De plant bloeit in het tweede jaar na zaaien met citroengele bloemen. Schorseneren zijn een typische wintergroente, met de grootste aanvoer in februari.

## Namen
Het Nederlandse woord "schorseneren" komt via het Franse scorsonère van het Spaanse escorzonera. De oorsprong van het Spaanse woord is onduidelijk. Mogelijk is het afkomstig uit het Catalaans escurçonera, afgeleid van escurçó (adder), omdat het sap als tegengif tegen adderbeten werd gebruikt. Een andere verklaring is dat het van scorzo nera ("zwarte schors") komt. De in Holland af en toe gebruikte naam "nero" is waarschijnlijk een verkorting van schorseneer.
De bijnamen "keukenmeidenverdriet" en "huisvrouwenleed" komen door het feit dat bij het schillen van schorseneren een kleverig melksap vrijkomt. Hierdoor krijgt men vieze handen en ontstaan donkere plekken op kledij en keukengerief, die moeilijk te verwijderen zijn. Doordat schorseneren een (vroeger) goedkope wintergroente zijn, die qua smaak aan asperges doen denken, worden ze ook "winterasperges", of "armeluisasperges" genoemd.
In het Lierse dialect worden schorseneren ook wel "protstokken" genoemd. Ze staan er namelijk omwille van hun hoge gehalte aan voedingsvezels om bekend flatulentie uit te lokken.
Schorseneren worden ook wel eens per abuis "haverwortel" genoemd. Dit is echter eigenlijk een naam voor de paarse morgenster, ook wel "kleine schorseneer" genoemd, een aan de grote schorseneer verwant gewas, dat vroeger op een vergelijkbare manier als schorseneren geteeld werd.

## Geschiedenis
Omdat schorseneren niet zo vaak gegeten worden, is over hun geschiedenis niet veel bekend.
Schorseneren komen oorspronkelijk uit Zuid-Europa. Meestal wordt Spanje vermoed, waar de plant wild vrij algemeen voorkomt; vandaar ook de soortnaam hispanica. Ze werd lange tijd enkel voor medicinale doelen geteeld; ze zouden onder andere helpen bij wondkoorts, adderbeten en pest. Pas rond 1700 begon men de wortel als groente te gebruiken. Daarna breidde de teelt zich vrij rap over heel Europa uit. Er is begin 20ste eeuw geprobeerd de bladeren van de schorseneer als voedsel voor zijderupsen te gebruiken als alternatief voor moerbijboombladeren maar de zijde was van onvoldoende kwaliteit.
Drs. P heeft deze groente in de jaren tachtig bekendgemaakt door zijn absurdistische lied Knolraap en lof, schorseneren en prei.

## Teelt

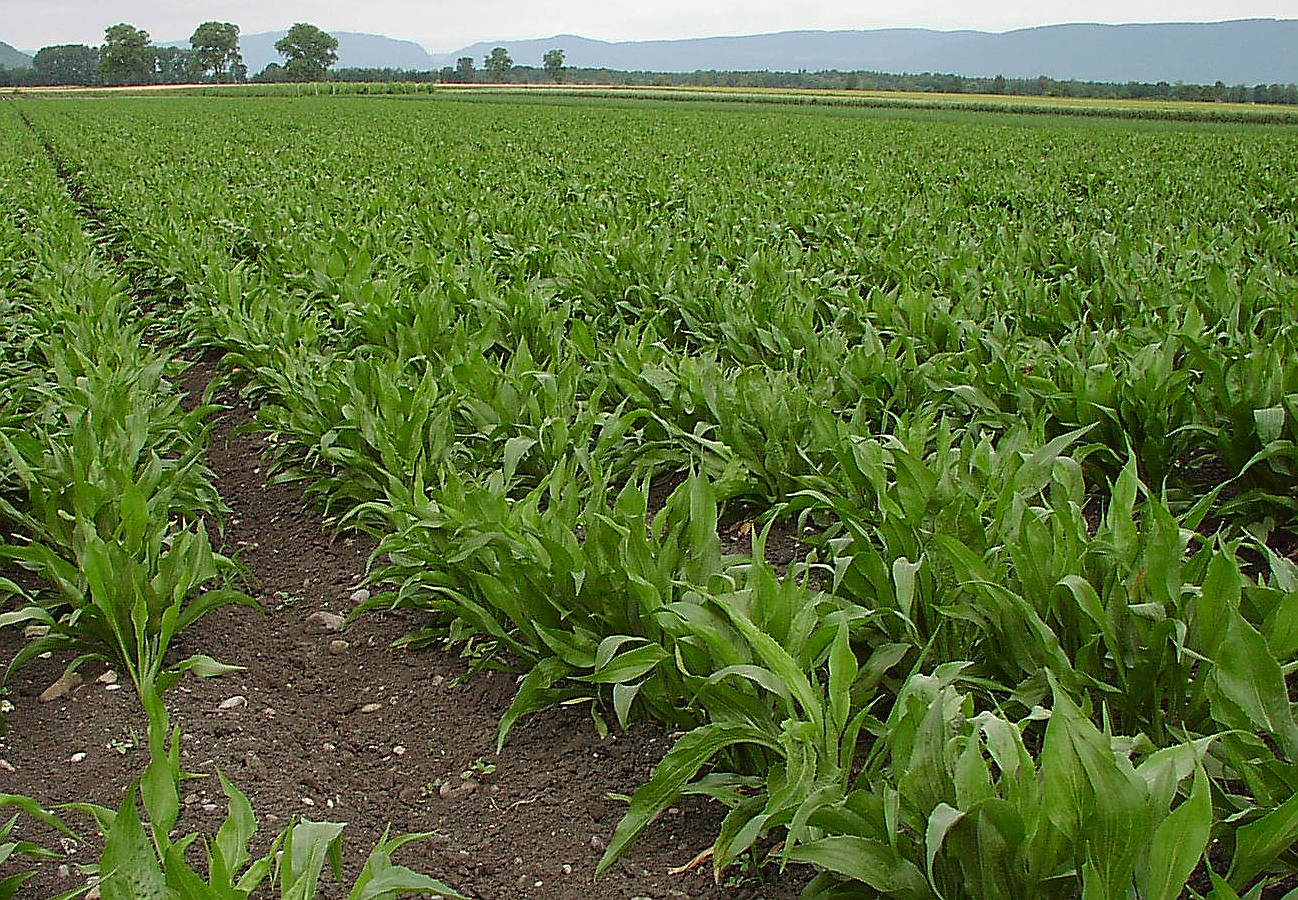
Veld schorseneren

Schorseneren worden tegenwoordig hoofdzakelijk in België, Frankrijk en Nederland geteeld.
Schorseneren worden op zandgrond ter plaatse gezaaid tussen maart en half april. Bij te vroeg zaaien kunnen de planten gaan bloeien, maar de wortels blijven wel eetbaar. De afstand tussen de rijen is 25-30 cm en in de rij 5-6 cm. De oogst begint vanaf begin september. De wortels zijn winterhard en kunnen de gehele winter, zolang de grond niet bevroren is, worden geoogst. De wortels kunnen tot 60 cm lang worden. Voor de oogst met de hand wordt er met een ploeg langs de wortels een diepe sleuf gegraven, waarna ze uit de grond kunnen worden gehaald.
Schorseneren kunnen aangetast worden door de schimmels echte meeldauw of wit (Erysiphe cichoracearum) en witte roest (Albugo tragopogonis).

## Bereiding

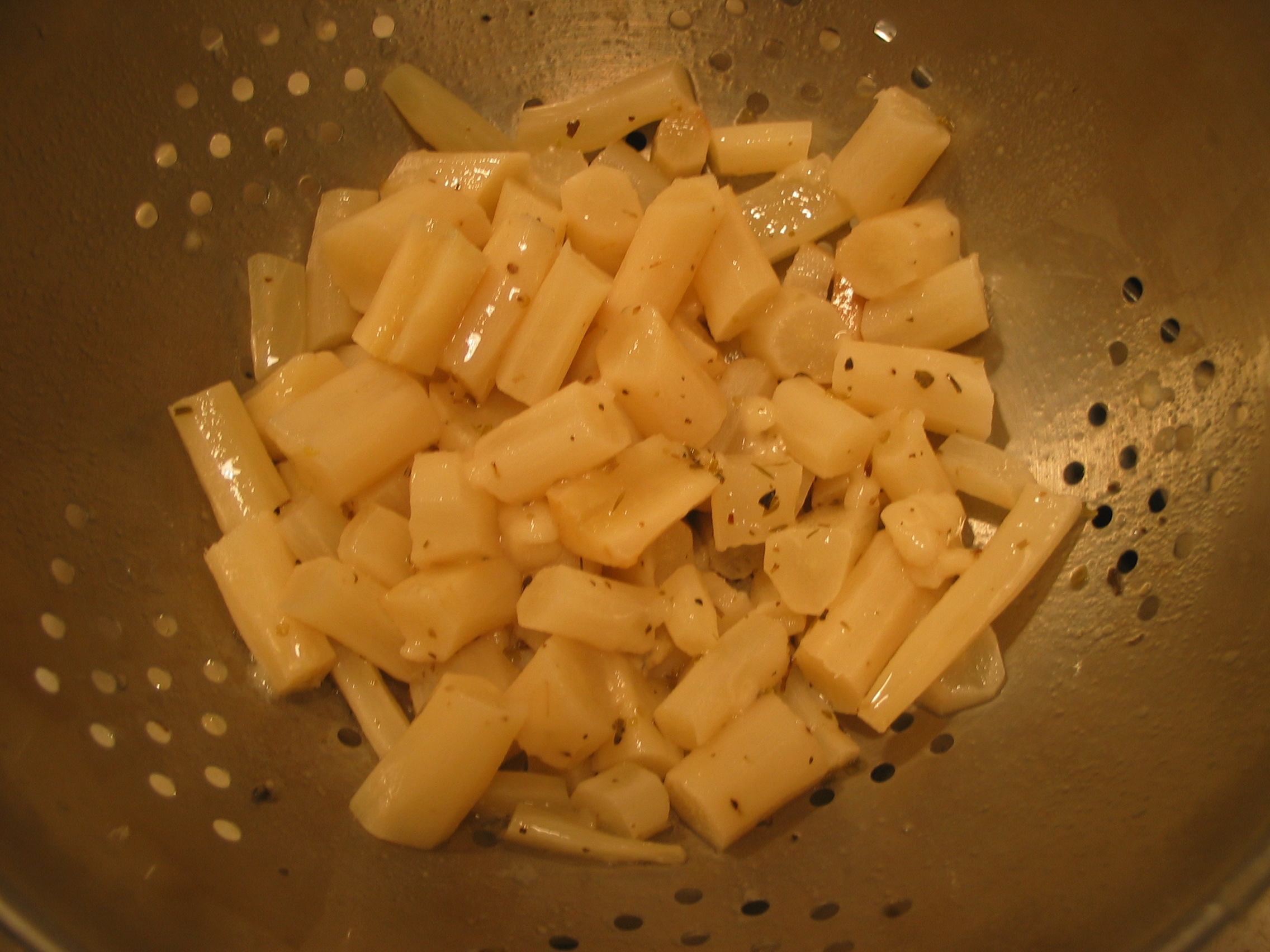
Gekookte schorseneren

De wortel van de grote schorseneer wordt als groente gegeten. Ze heeft een "romige, aardse smaak", die "naar iets tussen asperge, artisjok en bloemkool zweemt".
Voordat ze gegeten kunnen worden, moet de schil van de schorseneren verwijderd worden. De geschilde schorseneren worden hierbij meestal in water met een scheut azijn, citroensap of melk gedaan, om te verhinderen dat ze verkleuren. Een andere mogelijkheid is de schorseneren eerst twintig minuten te koken en daarna de schil eraf te schrappen.
Schorseneren worden na het schillen meestal in stukjes gesneden en gekookt, vaak wederom in water met een scheut melk of azijn, zodat ze wit blijven. Vaak worden ze zoals asperges met een bechamelsaus gegeten. Ze kunnen echter ook rauw gegeten worden, bijvoorbeeld geraspt als salade.

## Rassen
- Lange Jan
- Triplex of Géante de Russie'
- Verbeterde Reuzen Nietschieters

## Voedingswaarde
Schorseneren gelden als zeer voedzaam. Ze bevatten veel kalium, ijzer, foliumzuur en vitamine B1 en E.
| Energetische waarde | 284 kJ (68 kcal) |
| Koolhydraten        | 15,36 gram       |
| Suiker              | 2,9 gram         |
| Eiwit               | 2,73 gram        |
| Vet                 | 0,17 gram        |
| Voedingsvezels      | 3,1 gram         |
| Vitamine C          | 4,6 mg           |
| Vitamine B1         | 0,056 mg         |
| Vitamine B2         | 0,173 mg         |
| Vitamine B3         | 0,392 mg         |
| Vitamine B5         | 0,276 mg         |
| Vitamine B6         | 0,218 mg         |
| Foliumzuur          | 15 µg            |
| Vitamine A          | 0 gram           |
| Vitamine E          | 0,19 mg          |
| Vitamine D          | 0 gram           |
| Vitamine K          | 0,3 µg           |
| Natrium             | 16 mg            |
| Kalium              | 283 mg           |
| Calcium             | 47 mg            |
| Magnesium           | 18 mg            |
| IJzer               | 0,55 mg          |
| Zink                | 0,3 mg           |
| Koper               | 0,07 mg          |
| Fosfor              | 56 mg            |
| Mangaan             | 0,21 mg          |
| Seleen              | 0,6 µg           |

## Voetnoten
1. ↑  P.A.F. van Veen & Nicoline van der Sijs, «Schorseneer», Etymologisch Woordenboek: de herkomst van onze woorden, Utrecht/Antwerpen, Van Dale Lexicografie, 1997, blz. 783, ISBN 90-6648-312-1
2. 1 2 3 4 5 6  Keukenmeidenverdriet. De Standaard. Gearchiveerd op 1 november 2021. Geraadpleegd op 7 december 2020.
3. 1 2 3 4 5  Onbekende auteur  (november 1978). Schorseneer. Gearchiveerd op 1 november 2021. Mededeling  30
4. ↑   De Bon (2011) Protstok, Het Vlaams Woordenboek, Anthony Lieckens, geraadpleegd op 16 augustus 2017
5. 1 2 3  (de) Frank Massholder, Was ist Schwarzwurzel, was ist das? Wurzelgemüse: Definition, Warenkunde, Lebensmittelkunde. www.lebensmittellexikon.de. Gearchiveerd op 23 januari 2021. Geraadpleegd op 7 december 2020.
6. ↑  (de) NDR, Mit Rüben und Wurzeln gesund durch den Herbst. www.ndr.de. Gearchiveerd op 28 november 2020. Geraadpleegd op 7 december 2020.
7. ↑  FoodData Central. fdc.nal.usda.gov. Gearchiveerd op 3 april 2019. Geraadpleegd op 7 december 2020.